# ゴットランド島沖海戦
ゴットランド島沖海戦は、第一次世界大戦中の1915年7月2日にバルト海で生起した海戦。ドイツ海軍とロシア海軍が交戦した。
ドイツの敷設巡洋艦アルバトロスと小型巡洋艦アウクスブルク、水雷艇3隻が機雷敷設を終えて帰投途中にミハイル・バーヒレフ少将率いるロシアの装甲巡洋艦アドミラル・マカロフ、バヤーン、防護巡洋艦オレーク、ボガトィーリの攻撃受け、アルバトロスは大きな損害を受けてゴットランド島に座礁した。続いて、海戦前にアルバトロスなどと分かれていたドイツの装甲巡洋艦ローン、小型巡洋艦リューベックが到着し、ロシアの巡洋艦と交戦した。その後今度はロシアの装甲巡洋艦リューリクが現れドイツの巡洋艦と交戦した。
海戦発生を受けてドイツの装甲巡洋艦プリンツ・アーダルベルトとプリンツ・ハインリヒが出撃したが、プリンツ・アーダルベルトはイギリス潜水艦E9に雷撃され損傷した。

## 海戦前
1915年6月にバルト海のドイツ軍は攻勢機雷戦を開始することを決定し、その実施のため敷設巡洋艦アルバトロスと機雷敷設艦に改装されたフェリー、ドイチュラントの2隻の増援を得た。そして、6月中にアルバトロスは2度の機雷敷設を行った。6月30日、アルバトロスは装甲巡洋艦ローン、水雷艇5隻とともに再び出撃し、機雷敷設に向かった。途中で小型巡洋艦アウクスブルクとリューベック、水雷艇2隻と合流し、Bogskär島沖に160個の機雷を敷設。敷設完了後ドイツ軍は帰路につき、7月2日6時にローンとリューベック、水雷艇4隻がリーバウへ向け分派され、アルバトロスなどはゴットランド島南端方面へ向かった。
このとき、ロシア艦隊もメーメル砲撃を目的として出撃していた。出撃したのは第1巡洋艦旅団の装甲巡洋艦アドミラル・マカロフ、バヤーン、リューリク、防護巡洋艦オレーク、ボガトィーリと駆逐艦ノヴィークであった。他に第2水雷隊も出撃予定であったが霧のため遅れたため引き返させられた。ロシア艦隊を率いるのはミハイル・バーヒレフ少将であった。出撃後ロシア艦隊は濃霧に遭遇し、リューリクとノヴィークは他の艦と離れてしまった。7月2日、バーヒレフはドイツ艦隊に関する情報を得、ドイツ艦隊が存在すると思われる場所へと向かった。

## 海戦経過

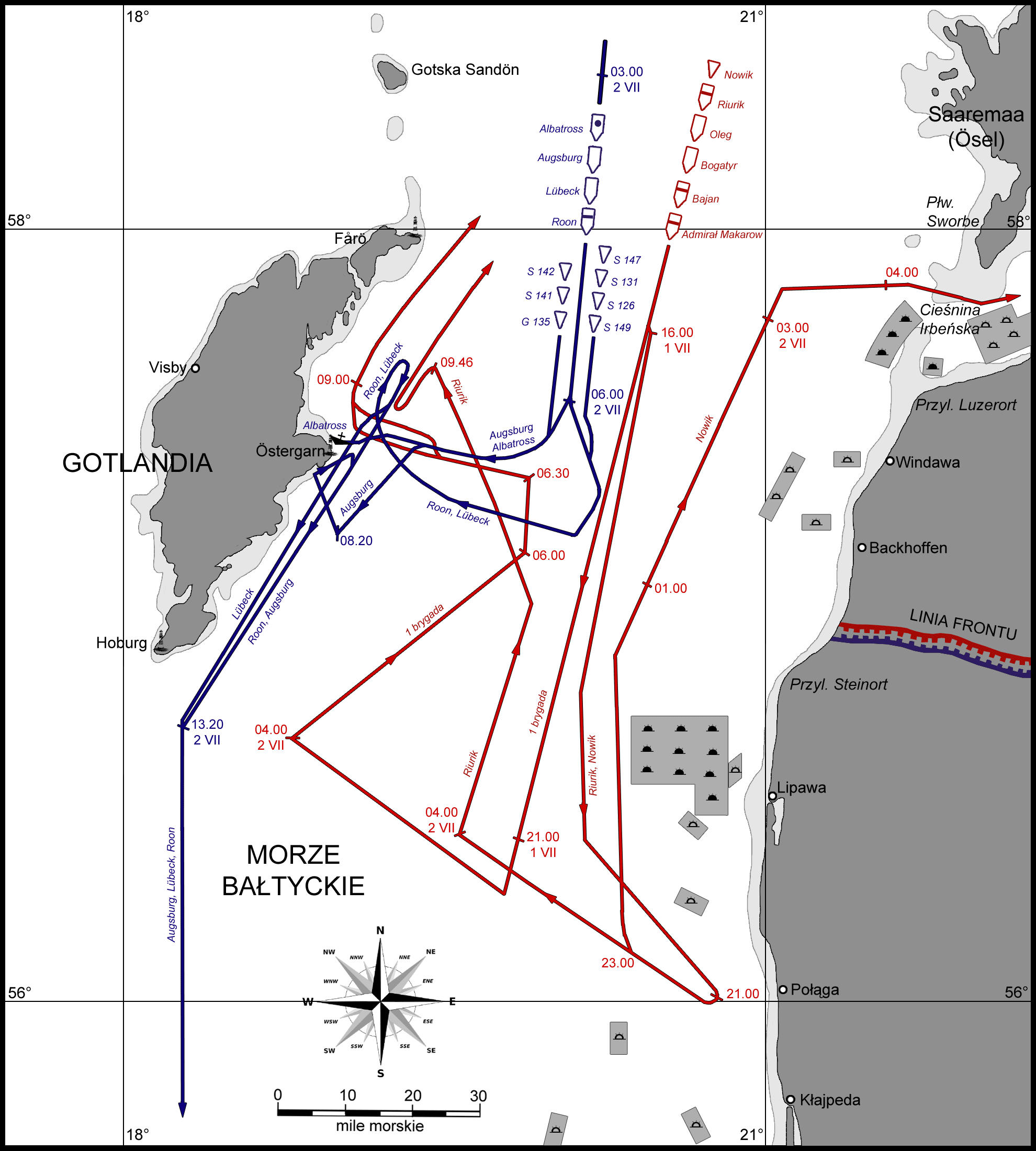
海戦の図（赤がロシア、青がドイツ）

ロシア第1巡洋艦旅団はアルバトロスおよびアウクスブルクと出会い、7月2日6時32分に砲撃を開始した。6時53分にドイツ側の指揮官Johannes Karpfは巡洋艦と水雷艇だけでも救おうと左に舵を切り、ロシア艦隊の前を横切って南へ向かった。一方、アルバトロスにはスウェーデン領海内へと逃げ込むよう命じた。ロシア側はアウクスブルクは追跡せず、全艦アルバトロスを攻撃した。アルバトロスは西へ向かい、7時45分にゴットランド島のスウェーデン領海内へ入って砲撃を停止した。だが、ロシア側はそれ以降もしばらく砲撃を続行した。アルバトロスには8インチ砲弾6発と6インチ砲弾20発が命中し、また不発弾4発が後に発見された。死者は27名であった。アルバトロスは転覆を避けるため座礁させられた。
砲撃停止後ロシアの巡洋艦は北へ向かったが、そこにKarpfからの通信を受けて駆けつけたローンとリューベックが南方から現れた。9時過ぎにローンが砲撃を開始し、両軍はしばらく交戦したが、ロシア艦隊の動きがドイツ側をより強力な部隊の元へ誘引しているように思えたことやアウクスブルクの所在が不明であったことから9時22分にローンは砲撃を停止して反転し、リューベックもそれに続いた。ロシア側も弾薬不足のため戦闘を続ける意思は無く北東へ向かった。この交戦中バヤーンに21cm砲弾1発が命中した。
9時30分、リューベックが東に煙を発見。リューベックはその方向に向かったがそれはリューリクであった。リューベックとリューリクは戦闘を開始し、15分後にはローンも戦闘加わった。またアウクスブルクもローンと合流した。リューベックは戦闘離脱が命じられ、10時4分に砲撃を停止。Karpfは強力な敵との戦闘を継続するつもりは無く、10時20分に海戦は終了した。リューリクも10時50分に旗艦に呼び戻された。このときの戦闘ではリューリクが多数の命中弾を受けた。
なお、他の艦と合流できなかったノヴィークはイルベ海峡へ向かいそこで停泊した。

## 海戦後

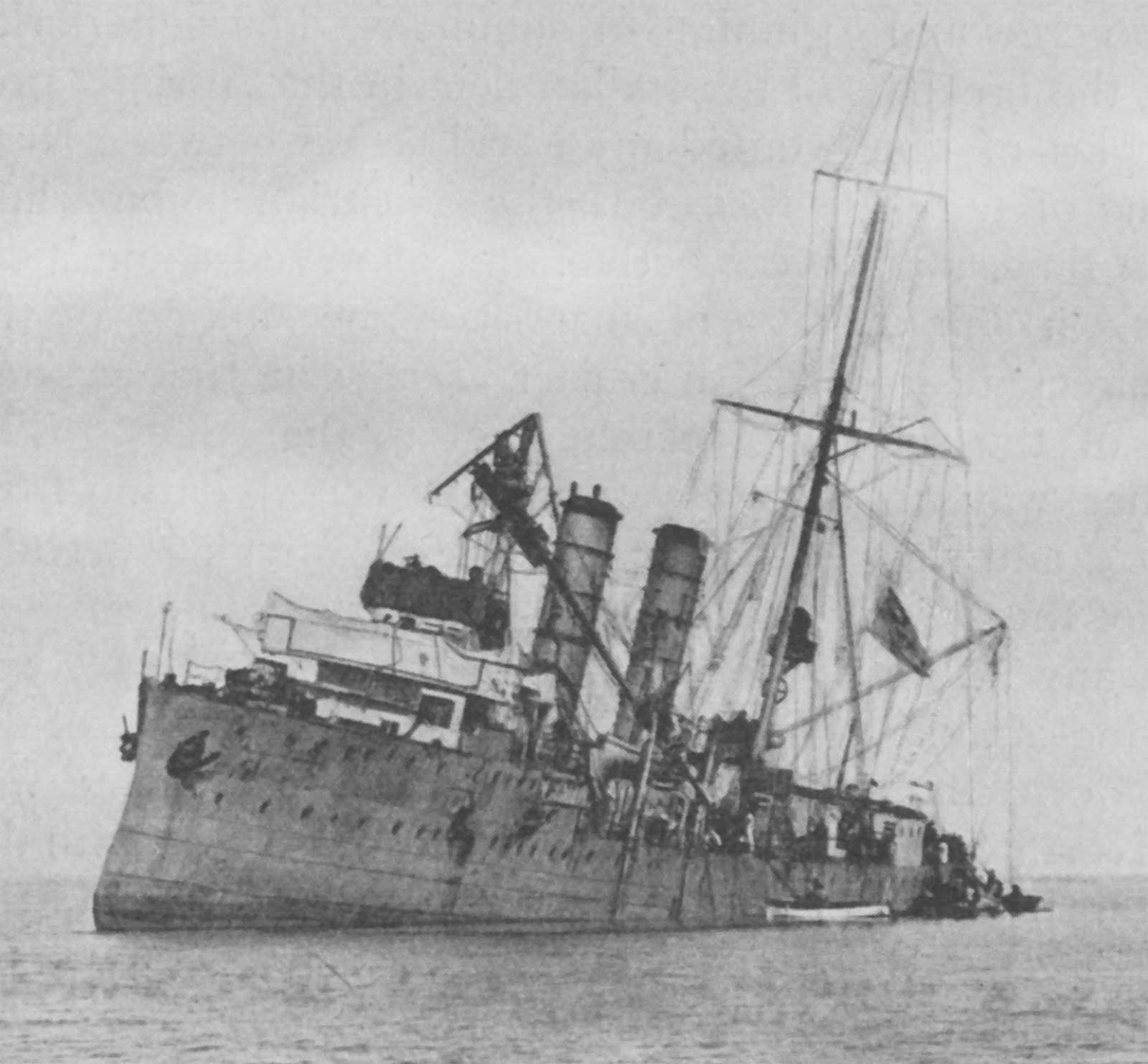
大破座礁した「アルバトロス（SMS Albatross）」。

海戦発生を受けてドイツの装甲巡洋艦プリンツ・アーダルベルトとプリンツ・ハインリヒ、水雷艇2隻がダンツィヒから出撃した。だが、Rixhöft北東でプリンツ・アーダルベルトがイギリス潜水艦E9の雷撃を受け損傷。プリンツ・アーダルベルトは最初はスヴィネミュンデへ向かったが、途中で目的地を修理設備のあるキールに変更し、7月4日にキールに着いた。
アルバトロスはスウェーデンに抑留された。